# ليندا براديل
ليندا براديل (بالفرنسية: Linda Pradel) مواليد 4 يونيو 1983 في فرنسا، هي لاعبة كرة يد فرنسية تلعب كحارس مرمى. تلعب مع فريق شامبراي تورين. مثلت منتخب فرنسا لكرة اليد للسيدات.

## سجل المنافسة
شاركت في البطولات التالية:
- بطولة أوروبا لكرة اليد للسيدات 2012

## روابط خارجية
- ليندا براديل على موقع الاتحاد الأوروبي لكرة اليد (الإنجليزية)